# Bissau-Guinea államfőinek listája
Ez a szócikk Bissau-guineai Köztársaság elnökeinek listája, a függetlenség elnyerésértől (1973-tól) kezdve. Portugália hivatalosan 1974-ben ismerte el Bissau-Guinea függetlenségét.
| #   | Név                                               | Kép | Élt          | Hivatalba lépett     | Hiv. idő vége                             | Delegáló párt |
| --- | ------------------------------------------------- | --- | ------------ | -------------------- | ----------------------------------------- | ------------- |
| 1   | Luís Cabral (Az Államtanács elnöke)               |     | 1931–2009    | 1973. szeptember 24. | 1980. november 14. (puccsal elmozdítva)   | PAIGC         |
| 2   | João Bernardo Vieira (A Forradalmi Tanács elnöke) |     | 1939–2009    | 1980. november 14.   | 1984. május 14. (új alkotmány)            | PAIGC         |
| –   | Carmen Pereira (ideiglenesen)                     |     | 1937–2016    | 1984. május 14.      | 1984. május 16.                           | PAIGC         |
| (2) | João Bernardo Vieira                              |     | 1939–2009    | 1984. május 16.      | 1999. május 7. (puccsal elmozdítva)       | PAIGC         |
| –   | Ansumane Mané (katonai junta)                     |     | 1940 k.–2000 | 1999. május 7.       | 1999. május 14.                           | Hadsereg      |
| –   | Malam Bacai Sanhá (ideiglenesen)                  |     | 1947–2012    | 1999. május 14.      | 2000. február 17.                         | PAIGC         |
| 3   | Kumba Ialá                                        |     | 1953–2014    | 2000. február 17.    | 2003. szeptember 14. (puccsal elmozdítva) | PRS           |
| –   | Veríssimo Correia Seabra (katonai junta)          |     | 1947–2004    | 2003. szeptember 14. | 2003. szeptember 28.                      | Hadsereg      |
| –   | Henrique Rosa (ideiglenesen)                      |     | 1946–2013    | 2003. szeptember 28. | 2005. október 1.                          | pártonkívüli  |
| (2) | João Bernardo Vieira                              |     | 1939–2009    | 2005. október 1.     | 2009. március 2. (meggyilkolták)          | pártonkívüli  |
| –   | Raimundo Pereira (ideiglenesen)                   |     | 1956–        | 2009. március 3.     | 2009. szeptember 8.                       | PAIGC         |
| 4   | Malam Bacai Sanhá                                 |     | 1947–2012    | 2009. szeptember 8.  | 2012. január 9. (elhunyt)                 | PAIGC         |
| –   | Raimundo Pereira (ideiglenesen)                   |     | 1956–        | 2012. január 9.      | 2012. április 12. (puccsal elmozdítva)    | PAIGC         |
| –   | Mamadu Ture Kuruma (katonai junta)                |     | 1947–        | 2012. április 12.    | 2012. május 11.                           | Hadsereg      |
| –   | Manuel Serifo Nhamadjo (ideiglenesen)             |     | 1958–2020    | 2012. május 11.      | 2014. június 23.                          | pártonkívüli  |
| 5   | José Mário Vaz                                    |     | 1957–        | 2014. június 23.     | 2020. február 27.                         | PAIGC         |
| 6   | Umaro Sissoco Embaló                              |     | 1972–        | 2020. február 27.    |                                           | Madem G15     |

## Lásd még
- Bissau-Guinea

## Külső hivatkozások
- Bissau-Guinea történelme, jelképei és vezetői (WorldStatesmen.org) (angolul)